# Dirka po Franciji 1947
Dirka po Franciji 1947 je bila 34. dirka po Franciji, ki je potekala leta 1947.

## Pregled
| Kategorije                          | Podatki       |
| ----------------------------------- | ------------- |
| Začetek-konec                       | Pariz - Pariz |
| Dolžina (km)                        | 4.640         |
| Število etap                        | 21            |
| Povprečna hitrost zmagovalca (km/h) | 31,412        |
| Kolesarjev                          | 99            |
| Tekmo končalo                       | 53            |